# Entente cycliste Raismes Petite-Forêt
L'Entente cycliste Raismes Petite-Forêt (EC Raismes Petite-Forêt), est un club de cyclisme basé à Raismes, dans le département du Nord en France. Il fait partie de la Division nationale 2 de la Fédération française de cyclisme en cyclisme sur route. 

## Histoire de l'équipe
L'équipe prend le nom de Entente cycliste Raismes Petite-Forêt (EC Raismes Petite-Forêt) à partir de 2000 avec un renommage en Entente cycliste Raismes Petite-Forêt La Porte du Hainaut (EC Raismes Petite-Forêt La Porte du Hainaut) de 2003 à 2006 et de 2008 à 2012. Créer en 1925, il fut dissout avant d'être rétablit en 1982. Le premier président de l'Entente cycliste depuis la refondation de 1982, fut Michel Carrin qui exerça la présidence jusqu'à sa démission en 1988. De 1988 à 2016, le président de l'Entente cycliste fut Daniel Horain, élu et réélu plusieurs fois à la présidence de l'association et ex-trésorier sous la présidence de Michel Carrin. Depuis la démission de celui-ci en 2016, le président est Jean-Marc Wanquetin, trésorier sous la présidence de Daniel Horain. 

## EC Raismes Petite-Forêt en 2016

### Effectif
| Cycliste                 | Date de naissance | Nationalité | Équipe 2015                           |  |
| ------------------------ | ----------------- | ----------- | ------------------------------------- |  |
| Quentin Bernard          | 11 juin 1993      | France      | Dunkerque Littoral-Cofidis            |  |
| Alexis Caresmel          | 3 juillet 1992    | France      | EC Raismes Petite-Forêt               |  |
| Florian Deriaux          | 5 juin 1990       | France      | EC Raismes Petite-Forêt               |  |
| Charles-Antoine Dourlens | 7 avril 1997      | France      | Olympique Grande-Synthe U19 Formation |  |
| Vincent Fourrier         | 16 mai 1994       | France      | EC Raismes Petite-Forêt               |  |
| Pierre Haudiquet         | 30 décembre 1997  | France      | Olympique Grande-Synthe U19 Formation |  |
| Kévin Lalouette          | 18 février 1984   | France      | USSA Pavilly Barentin                 |  |
| Christophe Masson        | 6 septembre 1985  | France      | EC Raismes Petite-Forêt               |  |
| Nicolas Pelleriaux       | 25 mai 1982       | France      | EC Raismes Petite-Forêt               |  |
| Pierre Tielemans         | 14 janvier 1992   | France      | VC Rouen 76                           |  |

Portraits
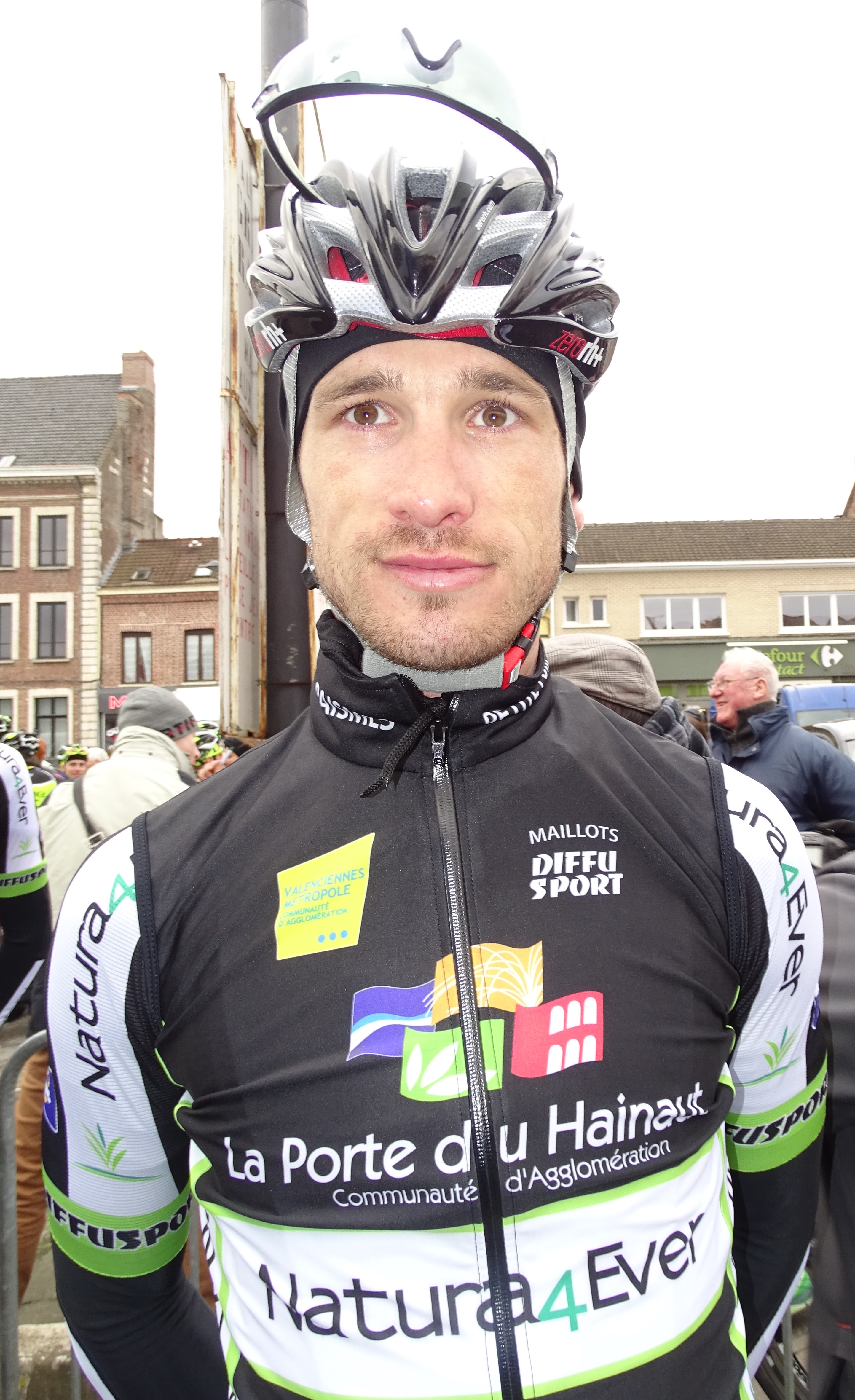
Florian Deriaux.

### Victoires
| Date       | Course              | Pays     | Classe | Vainqueur       |
| ---------- | ------------------- | -------- | ------ | --------------- |
| 19/06/2016 | Circuit de Wallonie | Belgique | 1.2    | Kévin Lalouette |

## Coureurs passés professionnels
- Denis Flahaut